# Magdalena Teitipac (kommun)
Magdalena Teitipac är en kommun i Mexiko.   Den ligger i delstaten Oaxaca, i den sydöstra delen av landet, 400 km sydost om huvudstaden Mexico City.
Följande samhällen finns i Magdalena Teitipac:
- Magdalena Teitipac